# Austrolebias vandenbergi
Austrolebias vandenbergi är en fiskart som först beskrevs av Huber, 1995.  Austrolebias vandenbergi ingår i släktet Austrolebias och familjen Rivulidae. Inga underarter finns listade.